# Euonymus fusiformis
Euonymus fusiformis là một loài thực vật có hoa trong họ Dây gối. Loài này được R.Parker mô tả khoa học đầu tiên năm 1931.